# Автомагістраль А22 (Франція)
Автомагістраль A22 — безкоштовна автострада на північному заході Франції. Дорога є частиною європейського маршруту E17 від Парижа до Бельгії та низинних країн через агломерацію Рубе. Має протяжність 15,7 кілометри.

A22 поблизу Лілля, північна Франція